# Myrmecophantes
Myrmecophantes is een geslacht van vlinders van de familie spanners (Geometridae), uit de onderfamilie Ennominae.

## Soorten
- M. albifascia Maassen, 1890
- M. bifasciata Bastelberger, 1909
- M. clytia Druce, 1893
- M. fere-nigra Thierry-Mieg, 1916
- M. panopaeoides Bastelberger, 1909
- M. valens Thierry-Mieg, 1892
- M. velata Warren, 1906